# Kolegiata św. Anny w Warszawie (Wilanów)
Kolegiata św. Anny – kościół znajdujący się w warszawskiej dzielnicy Wilanów, przy ul. Kolegiackiej 1.

## Historia

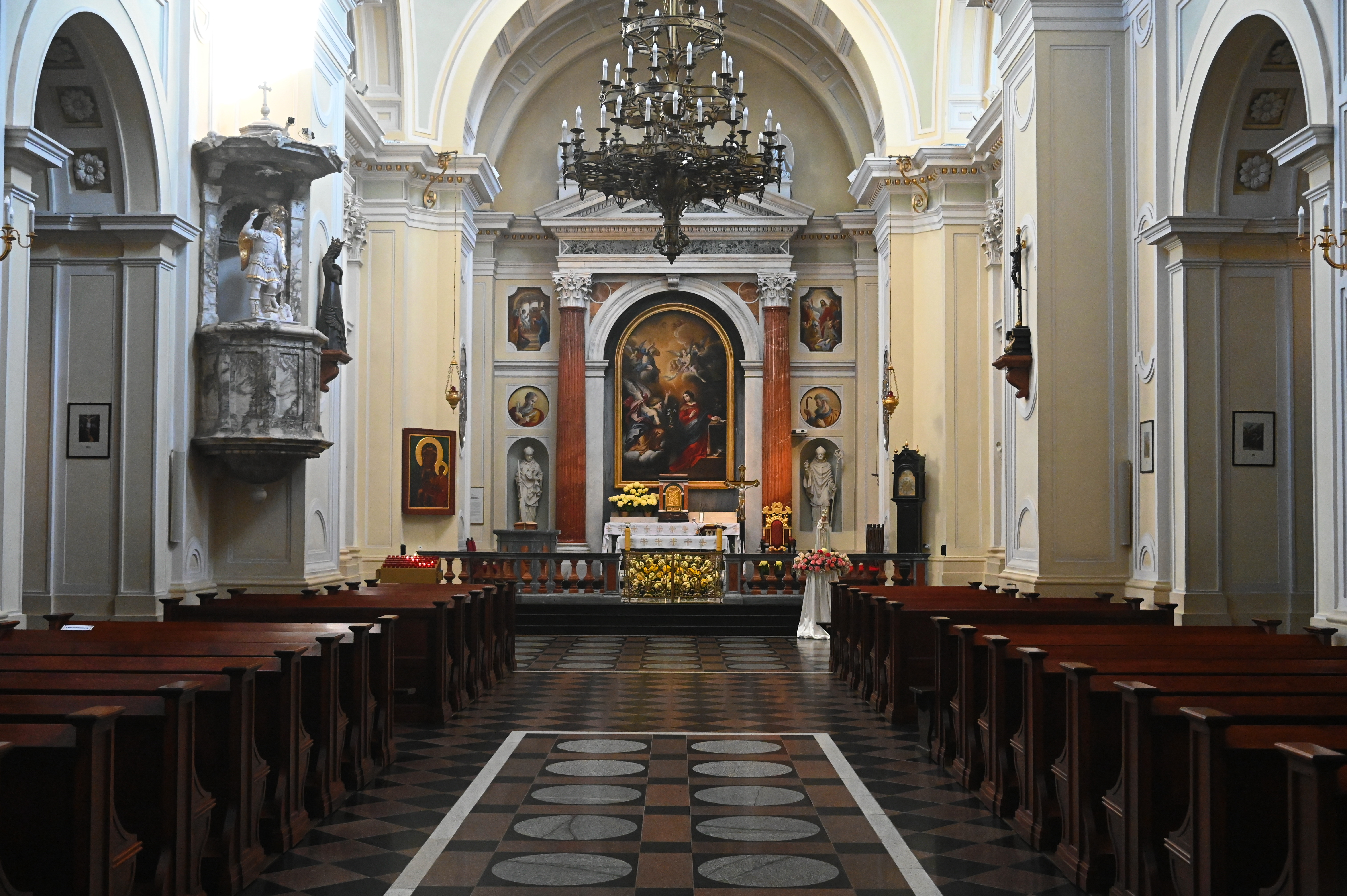
Wnętrze kościoła

Kościół został wzniesiony w latach 1772−1775 według projektu Jana Kotelnickiego. Fundatorem był August Aleksander Czartoryski, ówczesny właściciel dóbr wilanowskich. 
Świątynia została gruntownie przebudowana w latach 1857–1870 przez Henryka Marconiego, przy współpracy Leonarda Marconiego i Jana Hussa, na zlecenie Aleksandry i Augusta Potockich.
Rzeźby w fasadzie są dziełem Bolesława Syrewicza. Otaczające kościół stacje Męki Pańskiej są dziełem Henryka Marconiego, powstały w latach 1857–1863. Dekoracje ścienne są pędzla Antoniego Kolberga.
Kościół został konsekrowany w 1884 przez arcybiskupa Wicentego Popiela.
W 1965 roku świątynia została wpisana do rejestru zabytków. 
16 października 1998 prymas Polski kardynał Józef Glemp podniósł kościół św. Anny w Wilanowie do rangi kolegiaty Kapituły Kolegiackiej Wilanowskiej.

## Inne informacje
W podziemiach kościoła znajduje się krypta rodowa właścicieli Wilanowa – Potockich i Branickich.
Przed świątynią rośnie lipa drobnolistna będąca pomnikiem przyrody.